# Ivan Cudin
Ivan Cudin (Codroipo, 15 februari 1975) is een Italiaanse ultraloper. Hij haalde talloze goede resultaten in 100 km en 24-uur races, en is de regerend Europees kampioen op de 24-uursloop. Hij is vooral ook bekend als winnaar van drie edities van de Spartathlon.

## Loopbaan
Cudin werd in 2007 geselecteerd voor deelname aan de Europese kampioenschappen ultramarathon in Madrid (24-uur). Vervolgens nam hij deel aan de wereldkampioenschappen 24-uur van Seoel en Bergamo. In 2010 haalde hij zijn beste resultaat bij de WK 24-uur in Brive. Zijn derde plaats was tevens het beste resultaat ooit voor een Italiaan en bezorgde hem de titel van Europees kampioen. Zijn prestatie was een belangrijke bijdrage aan de tweede plek in het klassement voor WK-landenteams en Europees goud voor landenteams.
In 2010 won Cudin de Spartathlon, een race over 246 km van Athene naar Sparta. In 2011 herhaalde hij dit resultaat met een tijd (22:57.40). Met deze tijd is hij pas de derde atleet die het lukte om de historische race in minder dan 23 uur te voltooien. Hij won de race voor de derde maal in 2014 in zijn persoonlijke beste tijd (22:29.29).

## Persoonlijke records
| afstand | prestatie | datum        | plaats  |
| ------- | --------- | ------------ | ------- |
| 100 km  | 23:17.31  | 3 april 2011 | Seregno |

## Palmares

### 2006
- 100 km Rimini Extreme:
- 24-uur van San Silvestro - Wenen:

### 2007
- 100 km in pista Prato:
- Europees kampioenschap 24-uur - Madrid: 8ste
- 100 km Rimini Extreme:
- 100 km degli Etruschi:
- Circuito ecomaratone:

### 2008
- Ecomaratona delle Madonie:
- Trail della Val Rosandra:
- Circuito ecomaratone:
- Wereldkampioenschap 24-uur - Seoel: 16de (236,599 km)

### 2009
- Maratonala del Brembo:
- Maratona della Pace:
- 100 km della Brianza:
- 100 km Rimini Extreme:
- Ecomaratona dei Dragoni:
- Ultratrail del Gran Sasso:
- Scarpirampi :

### 2010
- Ecomaratona Rimini-S.Leo:
- Wereldkampioenschap 24-uur - Brive:  - 263,841 km (Europees kampioen )
- Spartathlon:  - 23:03.06
- marathon van San Leo  - 3:11.48

### 2011
- Nove Colli Running (202 km) - 18:26.07
- Spartathlon:  - 22:57.40
- Seregno (100 km):  - 7:08.55
- halve marathon van Buja:  - 1:13.32

### 2013
- Spartathlon:  - 25:54.49

### 2014
- Spartathlon:  - 22:29.29
- Soochow 24 uur:  - 255,499 km